# Faux-Vésigneul
Faux-Vésigneul  là một xã thuộc tỉnh Marne trong vùng Grand Est đông nam nước Pháp. Xã này nằm ở khu vực có độ cao từ 128-141 mét trên mực nước biển.